# Маркт-Пистинг
Маркт-Пистинг (нем. Markt Piesting) — ярмарочная коммуна (нем. Marktgemeinde) в Австрии, в федеральной земле Нижняя Австрия.
Входит в состав округа Винер-Нойштадт. Население составляет 2790 человек (на 31 декабря 2005 года). Занимает площадь 18,17 км². Официальный код — 3 23 19.

## Политическая ситуация
Бургомистр коммуны — Герхард Баумгартнер (АНП) по результатам выборов 2005 года.
Совет представителей коммуны (нем. Gemeinderat) состоит из 21 места.
- АНП занимает 16 мест.
- СДПА занимает 3 места.
- АПС занимает 2 места.

## Известные уроженцы и жители
- Купельвизер, Леопольд (1796—1862) — австрийский живописец.